# Whoa, Nelly!
Whoa, Nelly! je debutové album kanadské zpěvačky Nelly Furtado. Album vyšlo 24. října 2000 a obsahovalo takové velké hity jako například I'm Like a Bird nebo Turn Off the Light. Za píseň I'm Like a Bird dokonce obdržela prestižní cenu Grammy Awards v kategorii nejlepší píseň roku.

## Seznam písní
1. Hey, Man! - 4:10
2. …on the Radio (Remember the Days) - 3:54
3. Baby Girl - 3:46
4. Legend - 3:34
5. I'm Like a Bird - 4:03
6. Turn Off the Light - 4:36
7. Trynna Finda Way - 3:34
8. Party - 4:02
9. Well, Well - 3:00
10. My Love Grows Deeper, Pt. 1 - 4:23
11. I Will Make U Cry - 3:59
12. Scared of You - 6:09

## Umístění ve světě
| Hitparáda               | Umístění |
| ----------------------- | -------- |
| USA - Billboard Hot 100 | 24       |
| Velká Británie          | 2        |
| Kanada                  | 2        |
| Austrálie               | 4        |
| Německo                 | 14       |
| Švýcarsko               | 6        |
| Irsko                   | 6        |
| Nizozemsko              | 12       |
| Mexiko                  | 8        |

| Prodejnost | Počet     |
| ---------- | --------- |
| Celkem     | 6,000,000 |